# لوحة بهاري
لوحة بهاري (مشتق اسمها من المناطق الجبلية ; جبل بهار الهندي وهو مصطلح مظلي يستخدم للرسم الهندي، وغالبا مايكون لرسمة فنية صغيرة، ومنشئها من ممالك تلة جبال الهملايا شمال الهند وباسولي ومانكوت ونيروبر وثامبا وكانغرا وقولر ومانديا بالإضافة إلى دولة قارول خلال القرنين 17و 18الميلادي. وكان ناينسوكة أشهر معلم في منتصف القرن 18الميلادي واتبعته عائلته بورشة لجيلين اخرين.
الرسم الهندي
يتميز الفن الهندي بالعراقة والأصالة. كما كانت اولى اللوحات الهندية هي اللوحات الصخرية التي تعود إلى ماقبل التاريخ، وقد تم العثور على النقوش الحجرية وبعض اللوحات العصرية الصخرية في ملاجيء بيمبتكا الصخرية منذ ما يقارب 30,000سنة. ويصف الأدب البوذي العديد من الأمثلة على قصور الجيش والطبقة الأرستقراطية مزودة بلوحاتهم المزخرفة، ولكن تعد لوحات الكهوف الأجنتية هي الأهم من بين اللوحات التي مازالت باقية.كما تميزت اللوحات الصغيرة بالمخطوطات ومن المرجح انها الأكثر شهرةً في هذا العصر على الرغم من انها نشئت في العصور الوسطى. وتمثل لوحة المغول مزيجا من المنمنمات الفارسية مع التقاليد الهندية القديمة، وقد اشتهر اسلوبها في القرن ال17 عبر المحاكم الأميرية الهندية في جميع الأديان وقد سعت كل ديانة لتطوير أحد هذه الأساليب المحلية التي صنعت اللوحات الفنية للعملاءالبريطانيين في القرن ال19تحت الحكم البريطاني، كما انشئت مدارس فنية وفقا للنمط الغربي، أدت إلى حداثة اللوحة الهندية، والتي تعود بشكل كبيرإلى أصولها الهندية. تتميز هذه اللوحات الهندية بالإحساس الفني الممتد من الحضارة الأولى وحتى يومنا هذا. كانت اللوحات الهندية في البداية تتسم بالطابع الديني، ثم تطورت على مرالسنين لتصبح مزيجا مختلفا من الثقافات والتقاليد.
 هندي
```
(
الهندية
: हिन्दी الهندية)، وردت في بعض الأحيان हिंदी، وتسمى أيضا الفصحى الهندية الحديثة (الهندية: मानक हिन्दी mānak الهندية)، وهو سجل موحد وSanskritised للغة 
الهندوستانية
.وتعتبر الهندية اللغة الرسمية للاتحاد الهندي، وهي لغة مشتركة في الهند.
في التعداد الهندي عام 2001، فإن 258 مليون شخص في الهند لغتهم الأم هي الهندية. ويتضمن هذا العدد عشرات الملايين من الناس الذين هم الناطقين باللغات ذات الصلة ولكن يتحدثون 
اللغة الهندية
 [بحاجة لمصدر]. كما ان الهندية هي اللغة الرابعة الأكثر تحدثا في العالم، بعد الماندرية 
والأسبانية
 
والإنجليزية
.
```

(المنشأ والمنطقة)
تقدمت وازدهرت مدرسة بهاري خلال القرنين 17و 18م، تمتد هذه المدرسة من جمَو إلى المورا وقارول في جنوب جبال الهيمالايا في الهند، من خلال هيماشال براديش (منطقة شمال الهند). كل مدرسة تختلف باختلافٍ واضحِ على حسب الفن التي تتبعه. وتتراوح بين فن مكثف وجريء مثل لوحة باسولي، التي تعود إلى بلدة باسولي في جامو وكشمير إلى لوحات كانغرا الحساسة والغنائية، التي أصبحت مشابهه لطراز مدارس الرسومات الأخرى قبل التطور. واما اسلوب كانغرا فقد بلغ ذروته مع لوحات رادها وكريشنا المستوحاة من عمل جاياديفا.
انبثقت لوحة بهاري من رسم موغال، الذي كان امر من قبل ملوك راجبوت، الذين حكموا عدة أجزاء من المنطقة وابتكروا لغة جديدة للوحة الهندية. 
(مدارس لوحة بهاري)
•	مدرسة قولر
•	مدرسة كانغرا
•	مدرسة باسولي
•	مدرسة كامبا، هيماشال براديش
•	مدرسة قارول

هاريبور قولر
تقع هاريبور في منطقة كانغرا في الهند من هيماكل برادش. وتعد هاريبور قولر منطقتان تحملان تراث رياسات قولر. ويفصل بين هاتان المنطقتان نهر، مما يزيد ظهور المستنقعات ويساعد على رطوبة الأراضي. كما ان منطقة رامسار الرطبة تعد ملجأ لكثير من الطيور المهاجرة في الشتاء لوجود مستنقعات وأراضي مروية خاصة. 
وفي الجانب الآخر من ولاية هاريبور هناك منطقة قولر والتي تملك محطة السكة الحديدية الضيقة وتمتد من محطة باثانكوت إلى محطة جويدرانجر. كانت هذه المنطقة مزدهرة وهي مجمع المواهب ولكن تغير الحال الآن، فقد أصبحت غير قادرة على توفير وظائف لشبابها وكما انها تجبرهم على مغادرة البلاد أو البحث عن أعمال غير رسمية. ولكن بإمكان هذه الولاية ان توفر فرص عمل لو قامت الدولة ومركز السلطات بالنظر إلى امكانيات المنطقة واهميتها الاجتماعية والثقافية. 
لوحة كانغرا
تعد لوحة كانغرا فن تصويري، وقد سميت باسم هيماشال براديش وهو اسم الدولة الأميرية السابقة التي دعت إلى هذا الفن، واصبح هذا الفن سائدا في منتصف القرن الثامن عشر وحل محل فن باسولي في ذلك الوقت، وسرعان ما أنتجت لوحة كانغرا، هذا القدر من الضخامة في اللوحات سواء كان في المحتوى أو الحجم، وبهذا تعرف مدرسة لوحة بهاري باسم لوحة كانغرا.
وعلى الرغم من ان المركز الرئيسي للوحة كانغرا يقع في قولر وباسولي وكامبا ونيروبر وكانغرا، الا انه لاحقا وفي نفس النمط انضمت اليها مانديا أيضا. كما تعد سوكت وكولر وآركي ونالاقراه وتيري والتي تمثل بواسطة مولارام أصبحت في وقتنا الحالي تعرف باسم لوحة بهاري.
لوحة بهاري وكما يشير اليه الأسم فهي لوحات مصممة في مناطقٍ جبليةٍ في ولاية جنوب جبال الهيمالايا، هيمشال كانغرا. وقد تم تأسيس هذا المتحف من قبل العائلة المالكة السابقة.
تنتمي لوحات كانغرا لمدرسة لوحات بهاري، التي كان يرعاها حكام راجبوت بين القرنين 17و19م.
باشولي 

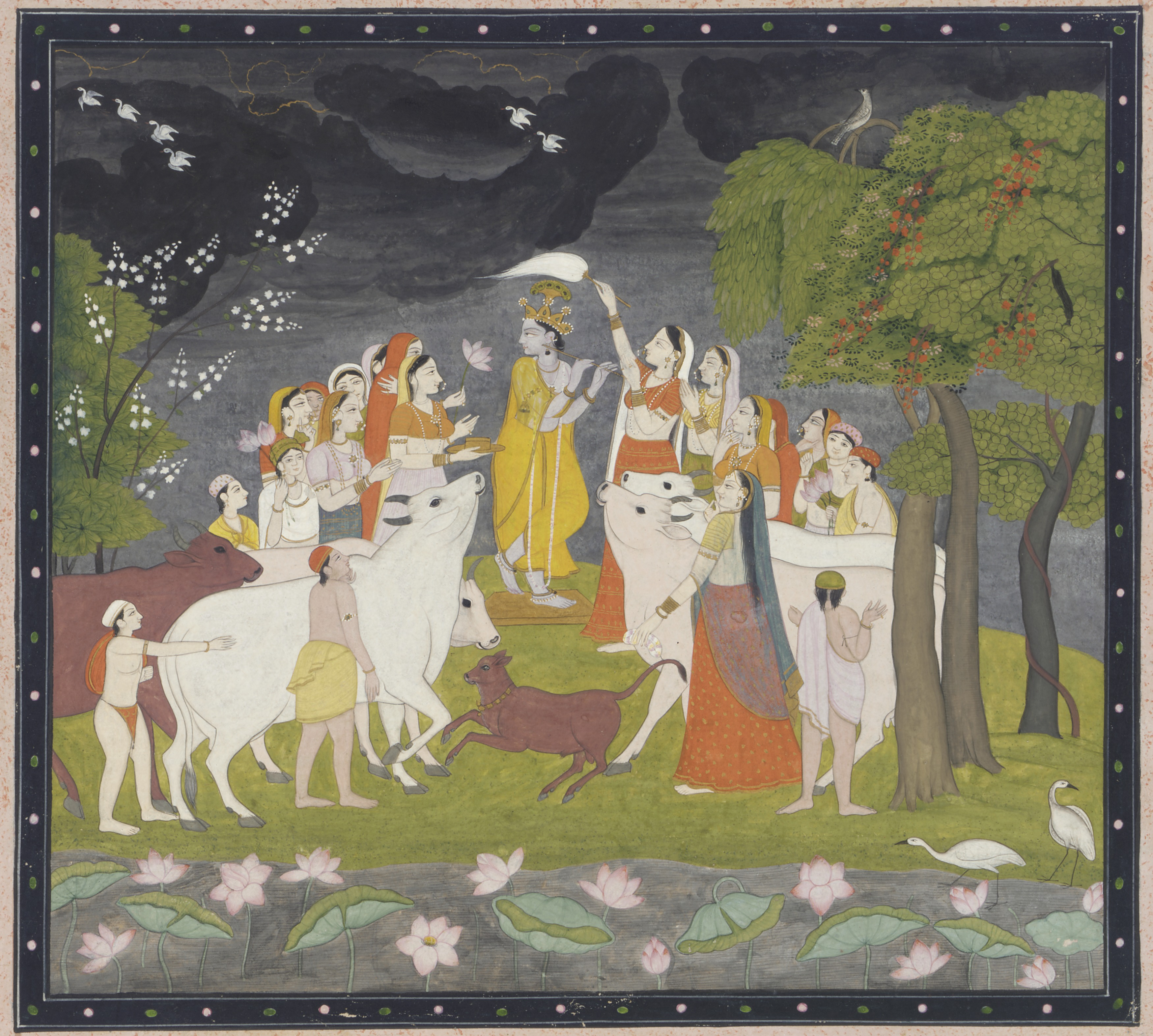
كريشنا يلعب الفلوت، في كاليفورنيا عام 1790-1800 عصر راجبوت.

تعد باشولي (باسولي) بلدة في منطقة كاثوا في ولاية جامو وكشميرالهند، وتقع على الضفة اليمنى لنهر رافي على ارتفاع 1876قدم. كما تأسست هذه البلدة من قبل راجا بال في وقت ما عام 1635م وكانت تعرف هذه البلدة بالأماكن الرائعة، اما في وقتنا الحاضر فهياطلال ولوحات مصغرة.
كامبا، هيماشال براديش
بلدة قديمة في منطقة تشامبا في ولاية هيماشال براديش شمال الهند. ووفقا للتعداد السكاني للهند لعام 2001م بلغ عدد سكان تشامبا 20312 شخصا. وكما انها تقع فوق مستوى سطح البحر على ارتفاع حوالي 996مترا (3268قدم)، في بلدة تقع على ضفاف نهر رافي (رافد رئيسي عبر جبال الهيمالايا في نهر اندوس). ويلتقي مع نهر سال، وكانوا التشامبيال حكام سلالة التشامبا وكما ان التشامبيليون يستخدمون الآحقة (فارمانز).
وعلى الرغم من السجلات التاريخية لمنطقة تشامبا الا ان تاريخها يعود إلى قبائل كولي في القرن الثاني من الميلاد وكما ان سلالة مارو هم من كانوا يحكمو منطقة تشامبا بدءا من راجو مارو من حوالي 500 م الذي حكم العاصمة القديمة لبهارمور والتي تقع على بعد مسافة 75 كيلو متر (47ميلا) عن منطقة تشامبا. في عام 920 قام راجا ساحل فارمان (أو راجا ساحل فرما) بتغيير عاصمة تشامبا بناءا على طلب ابنته تشامبافاتي (وقد سميت تشامبا بعد تسمية ابنته), كما ان 67 من الراجيين قد حكموا تشامبا التي انضمت لاحقا للاتحاد الهندي في نيسان عام 1948م على الرغم بانها كانت تحت الهيمنة البريطانية من عام 1846م إلى هذا الوقت. 
هناك العديد من المعابد والقصور في هذه البلدة بالإضافة إلى المهرجانات الشعبية مثل: سوهي ماتا ميلا ومينجار ميلا اللذان عادة مايستمران لعدة أيام من الغناء والرقص. كما تعرف منطقة تشامبا بالفنون والحرف، وخاصة لوحات بهاري والمنسوجات والحرف اليدوية التي نشأت في ممالك هيل في شمال الهند بين القرن ال17 وال19.
انقسام قارول 
تعد قارول منطقة شمالية غربية، كما ان حدوث الأنقسام الإداري كان في شمالي الهند في اوتاراكاند، التي هي موطن للقاروليين. وتقع في جبال الهيمالايا ويحدها من الشمال التبت، ومن الشرق منطقة كوماون، ومن الجنوب ولاية اوتار براديش، وعلى الشمال الغربي ولاية هيماشال براديش. وتشمل مناطق تشامولي وديهرادون واهريدوار وباوري قارول ورودرابراياج واوتاركاشي. ويعرف سكان قارول بالقاروليين ويتحدثون باللغة القارولية، ويعتبر المركز الأداري لانقسام قارول منطقة لباروي. 

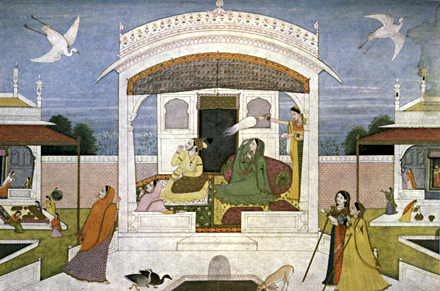
نمط نالا-دايامانتي، طراز لوحة بهاري

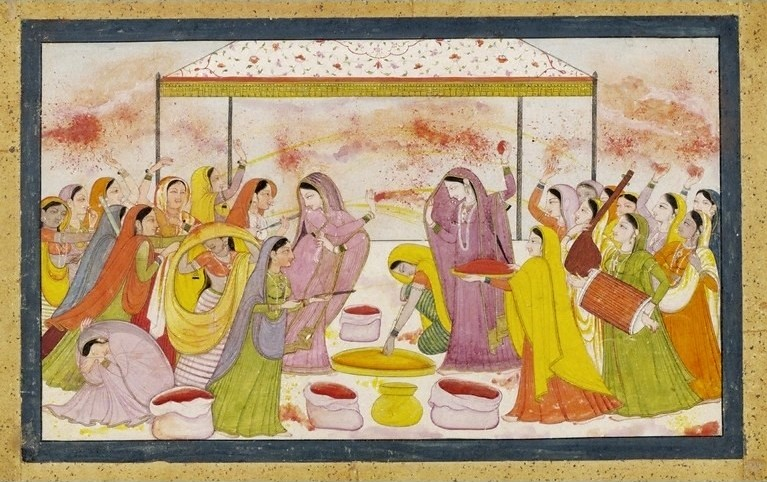
احتفال رادها بهولي، كالفورنيا 1788.

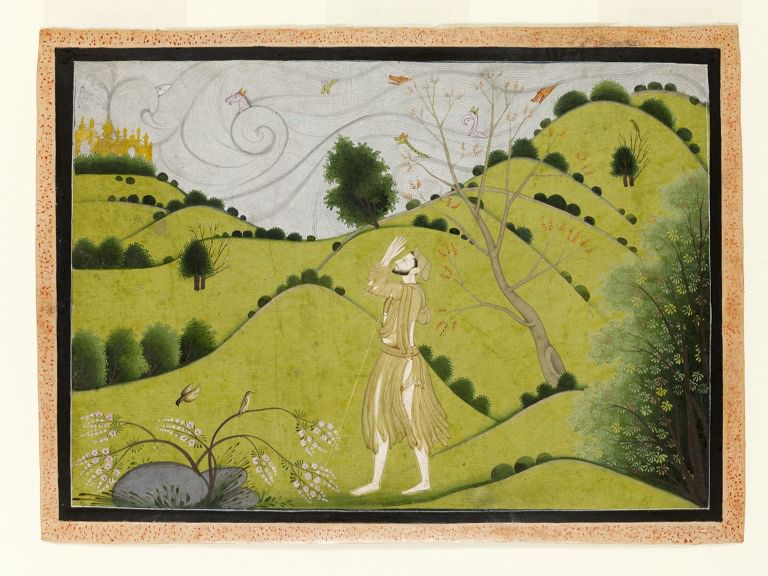
انحناء سوداما في لمحة من قصر كريشنا الذهبي في لوحة دواركا، كاليفورنيا 1775-1790.